# Laguna de Nejapa
Laguna de Nejapa es una laguna de origen volcánico localizada al oeste, en la zona más alta de la ciudad de Managua, Capital de Nicaragua y ocupa una depresión ovalada de 160 metros de hondo, formada por tres colapsos al pie del cerro Motastepe ("cerro de las piñuelas"), que es el fondo del volcán extinto que le dio su nombre, como sus vecinas Tiscapa y Asososca. Sus coordenadas geográficas son 12° 10' 99 latitud norte y 86° 31' 64 longitud oeste, a 51.15 m s. n. m.
En 1991 fue declarada reserva natural mediante el Decreto n.º 4291, publicado en La Gaceta, Diario Oficial, para la protección y restauración del área protegida.

## Descripción
De acuerdo al Instituto Nicaragüense de Estudios Territoriales (INETER), su espejo de agua abarca 0.19 km² por lo que según el PREPAC se clasificaría como una laguneta y el área de su cuenca es de 14.7 km².
La temperatura promedio del agua es de 30 °C y una profundidad máxima de 3.5 metros, está cargada de sedimentos y sales minerales.
En la zona en que se ubica la laguna de Nejapa existe una precipitación entre 1.000-2.000 mm, la humedad relativa es de 74 %, la velocidad del viento es de 13.32 km/h y la temperatura ambiente entre 25.5 a 26.5 °C.
El despale de sus laderas y la poca profundidad de sus aguas ha ocasionado que se seque en varias ocasiones, lo cual ha provocado la muerte de casi toda su fauna acuática, especialmente peces y tortugas.

## Toponimia
Su nombre "Nex-a-pan" significa "donde el agua es ceniza" proviene del náhuatl y es un vocablo formado de "nexlli": "ceniza", "atl": "agua" y "pan".

## Biodiversidad
La información sobre las especies hidrobiológicas presentes en este cuerpo de agua prácticamente es inexistente, debido a la sedimentación y contaminación de las últimas décadas. La última especie registrada fue la tortuga jicotea.
Los análisis de la calidad del agua han indicado que sus aguas están muy eutrofizadas, con concentraciones de nitrógeno nitroso menor a 0.01 mg/L y de fósforo en el rango entre 0.098-(0 m) - 0.157 (3,5 m) mg/L. No existe actividad pesquera ni acuícola. 
La fauna terrestre ha desaparecido casi en su totalidad por la acción de cazadores furtivos que incursionan sus laderas y provocan incendios.

## Rescate y aprovechamiento
En el borde superior izquierdo de su ladera, pasa la llamada carretera vieja que une Managua con León, lo que permite una vista privilegiada del cráter y la laguna. La Empresa Nicaragüense de Telecomunicaciones de Nicaragua (ENITEL) tiene instaladas varias antenas terrenas de satélite en sus laderas interiores.
El bosque que existía en sus laderas, poco a poco ha venido recuperándose, debido en parte a la presencia de los vigilantes armados que cuidan las instalaciones de comunicación.
La "Reserva natural Laguna de Nejapa" ha estado descuida en su manejo ambiental por las autoridades del Ministerio del Ambiente y Recursos Naturales (MARENA) y de la Alcaldía de Managua.